# Wittingauer Becken

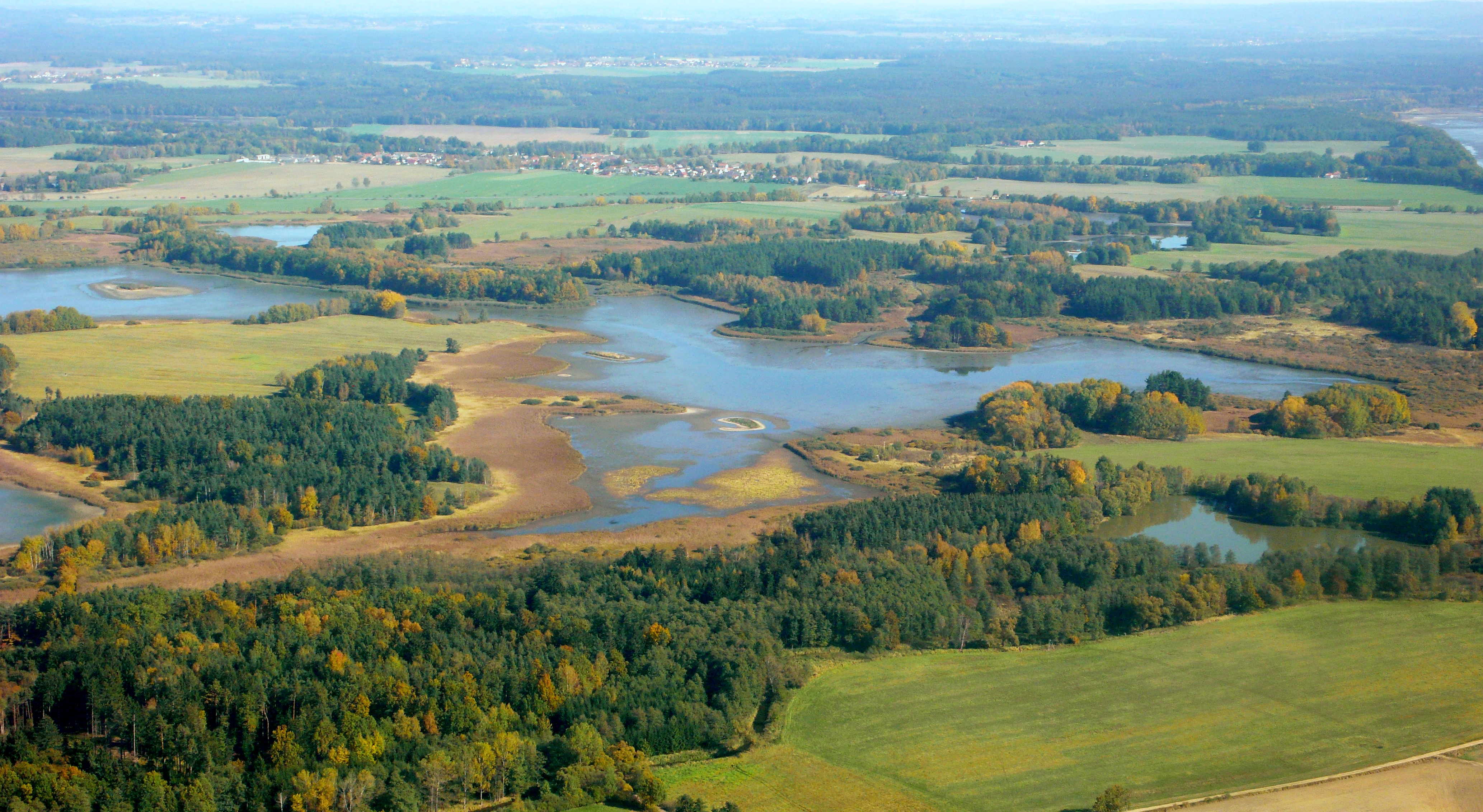
Teich Velký Tisý

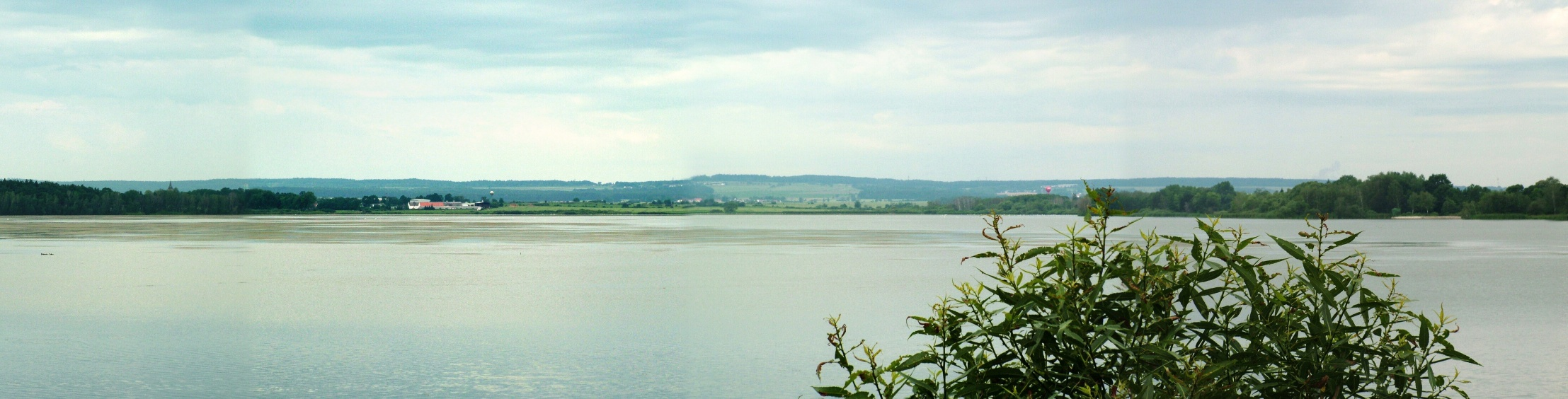
Teich Horusický rybník

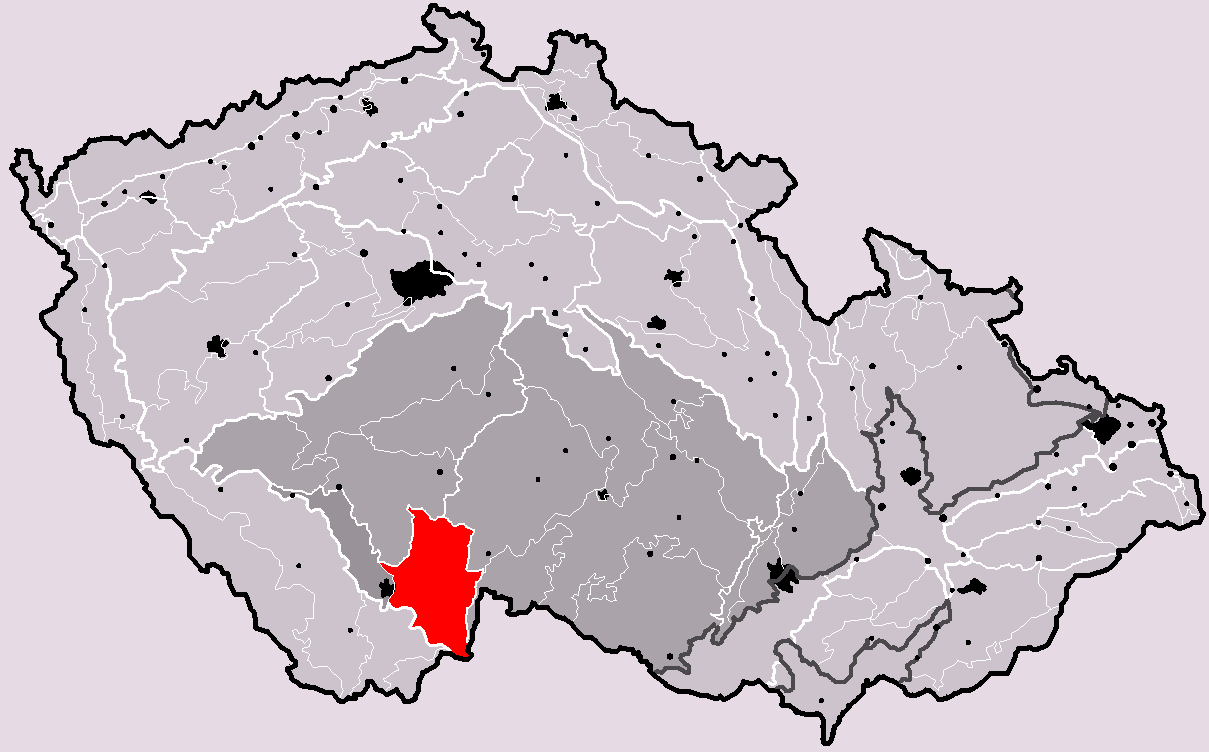
Das Wittingauer Becken innerhalb der Geomorphologischen Einteilung Tschechiens

Das Wittingauer Becken (auch Wittingauer Pfanne, tschechisch Třeboňská pánev) bildet den östlichen Teil der Jihočeská kotlina (deutsch Südböhmischer Talkessel). Das landschaftliche Gebiet gehört zur südböhmischen Region Jihočeský kraj in Tschechien, ein kleiner Südteil, die Senke von Gmünd, zu Österreich. Die Landschaft ist durch die traditionelle Teichwirtschaft geprägt. Der zentrale Teil ist unter dem Namen Třeboňsko ein  Landschaftsschutzgebiet und eines der sechs Biosphärenreservate Tschechiens.

## Geomorphologie und Klima
Das Gebiet des Wittingauer Beckens erstreckt sich über 1360 km² in der Umgebung von Třeboň (Wittingau) und Veselí nad Lužnicí am Flusslauf der Lainsitz und der Nežárka. Es grenzt im Südosten an das österreichische Granit- und Gneisplateau und die Javořická vrchovina. Den östlichen Abschluss bildet die Kardašořečická pahorkatina (Kardaschretschitzer Hügelland) und im Westen der bis zum Moldautal bei České Budějovice reichende Höhenzug Lišovský práh (Lischauer Schwelle), der die natürliche Grenze zum Českobudějovická pánev (Budweiser Becken) bildet. Den nördlichen Teil bildet die Lomnická pánev (Lomnitzer Becken), deren Ausläufer bis an die Stadt Soběslav reichen. Die durchschnittliche Meereshöhe beträgt 457 m ü. NN. Höchster Punkt des gesamten Gebietes ist mit 583 m die Baba im Lišovský práh, die größte Erhebung im Kernbecken bildet mit 504 m die Dunajovická hora bei Dunajovice.
Im Wittingauer Becken herrscht ein milderes Klima als im Umland (Böhmen). Grund hierfür ist die Beckenlage.

## Landschaft und Geschichte
Am Ende der letzten Kaltzeit war das Wittingauer Becken von einer nahezu baumlosen Steppentundra bedeckt. Mit zunehmender Erwärmung ab etwa 9000 v. Chr. entwickelten sich Wälder und an feuchten Stellen entstanden Moore. Zu Beginn der Kolonisation im 12. Jahrhundert überwog im Becken dichter Tannenwald, die Moore waren mit Bergkiefern bewachsen. Die Moor-Bergkiefer ist immer noch das typische Gehölz des Beckens. Die ersten Siedler, die von den Herren von Neuhaus und Landstein ins Land gerufen wurden, fanden sich nach der Rodung der Wälder in einem Sumpfgebiet wieder – ab dem Hochmittelalter wurde das Becken daher durch die Anlage von Kanälen und Dämmen entwässert. Gleichzeitig wurde ein Teichsystem entwickelt, das mit der Fischzucht große wirtschaftliche Bedeutung erlangte. Die ersten Teiche entstanden in der Zeit Karls IV. Namentlich bekannt sind der Bošilecký rybník von 1355 und Dvořiště von 1367. 1450 gab es bereits 20 Teiche mit einer Ausdehnung von 700 Hektar. Groß angelegten Landesausbau betrieben die Herren von Rosenberg im 16. Jahrhundert. Für sie arbeiteten die bekannten Teichbauer Štěpánek Netolický, Mikuláš Ruthard z Malešova (Nikolaus Ruthard von Maleschau) und Jakob Krčín von Jelčany. Das System von Teichen und Kanälen prägt die Landschaft bis heute: Da der Boden zum großen Teil entweder sandig oder torfig und somit für den Ackerbau wenig geeignet ist, wurde das Teichsystem nicht wie ähnliche Anlagen in anderen Gegenden Böhmens im Laufe des 17. und 18. Jahrhunderts trockengelegt. Insgesamt gibt es im Wittingauer Becken 460 Teiche, sie bedecken 10 % des Landschaftsschutzgebietes. Etwa 50 % der Flächen sind mit Wald bestanden, nur 28 % dienen der Landwirtschaft. Zu den bekanntesten Wasserbauten zählt der 45 Kilometer lange Goldene Kanal, der sämtliche großen Fischteiche des Wittingauer Beckens verbindet, der Kanal Nová řeka, der überschüssiges Wasser aus der Lainsitz in die Nežárka führt, und der Rosenberg-Weiher, der mit 489 Hektar größte Teich Tschechiens.

## Sehenswürdigkeiten und Tourismus

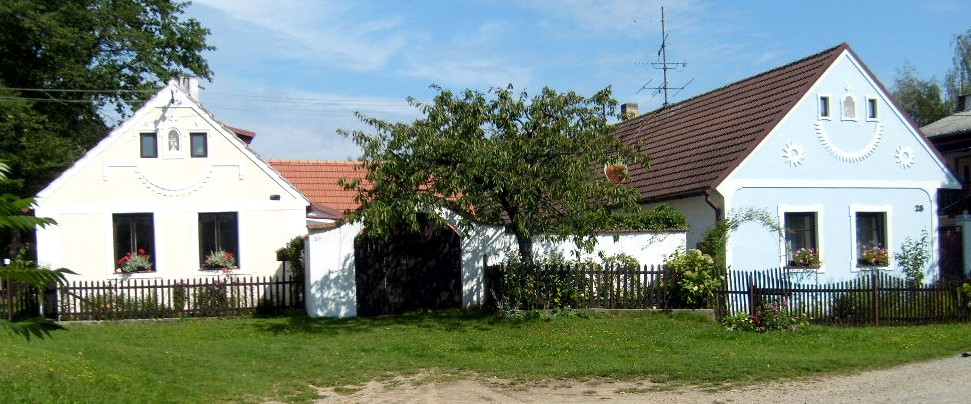
Bauernbarock in Kojákovice

Durch die Wasserflächen und die reizvolle Landschaft sowie eine Reihe historisch und kunstgeschichtlich interessanter Ortschaften gehört das Wittingauer Becken zu den touristisch gut erschlossenen Gebieten Tschechiens. Die Stadt Třeboň besitzt wegen ihrer Moorbäder den Status eines Heilbades, die historische Altstadt steht unter Denkmalschutz. Ebenso gibt es sechs ländliche Denkmalschutzzonen: in Bošilec, Ponědrážka, Pístina, Žíteč und Lutová (Ortsteile der Gemeinde Chlum u Třeboně) sowie Kojákovice bei Jílovice. Auf dem Land hat sich vielfach die Architektur des Bauernbarock erhalten. Die Landschaft ist durch ein Netz aus Rad- und Wanderwegen erschlossen, die Gewässer sind zum Teil per Boot befahrbar. Innerhalb der Naturreservate dürfen die Ufer aber meist nicht betreten werden. Die Teiche Svět, Hejtman, Staňkovský und Dvořiště sind auch zum Baden freigegeben.

## Wirtschaft und Verkehr
Traditionell ist im Wittingauer Becken die Teichwirtschaft vorherrschend. Der ehemalige Staatsbetrieb, mittlerweile mit der Firma Rybářství Třeboň a.s. privatisiert, ist nach eigenen Angaben größter Produzent von Süßwasserfischen in der Europäischen Union mit einer jährlichen Produktion von 3000 Tonnen Fisch, davon 95 % Karpfen. Weitere Erwerbszweige sind die Brauerei, Glasverhüttung, Forstwirtschaft und Holzverarbeitung, Textil- und Elektroindustrie sowie traditionelles Kunsthandwerk. Immer mehr an Bedeutung gewinnen Tourismus und die medizinischen Heilbäder in und um die Stadt Třebon. Erreichbar ist die Region über die Fernstraßen E55 aus Prag und E49 aus dem österreichischen Schrems oder über die Eisenbahnstrecke Veselí nad Lužnicí – Třeboň – České Velenice – Gmünd.

## Naturschutz

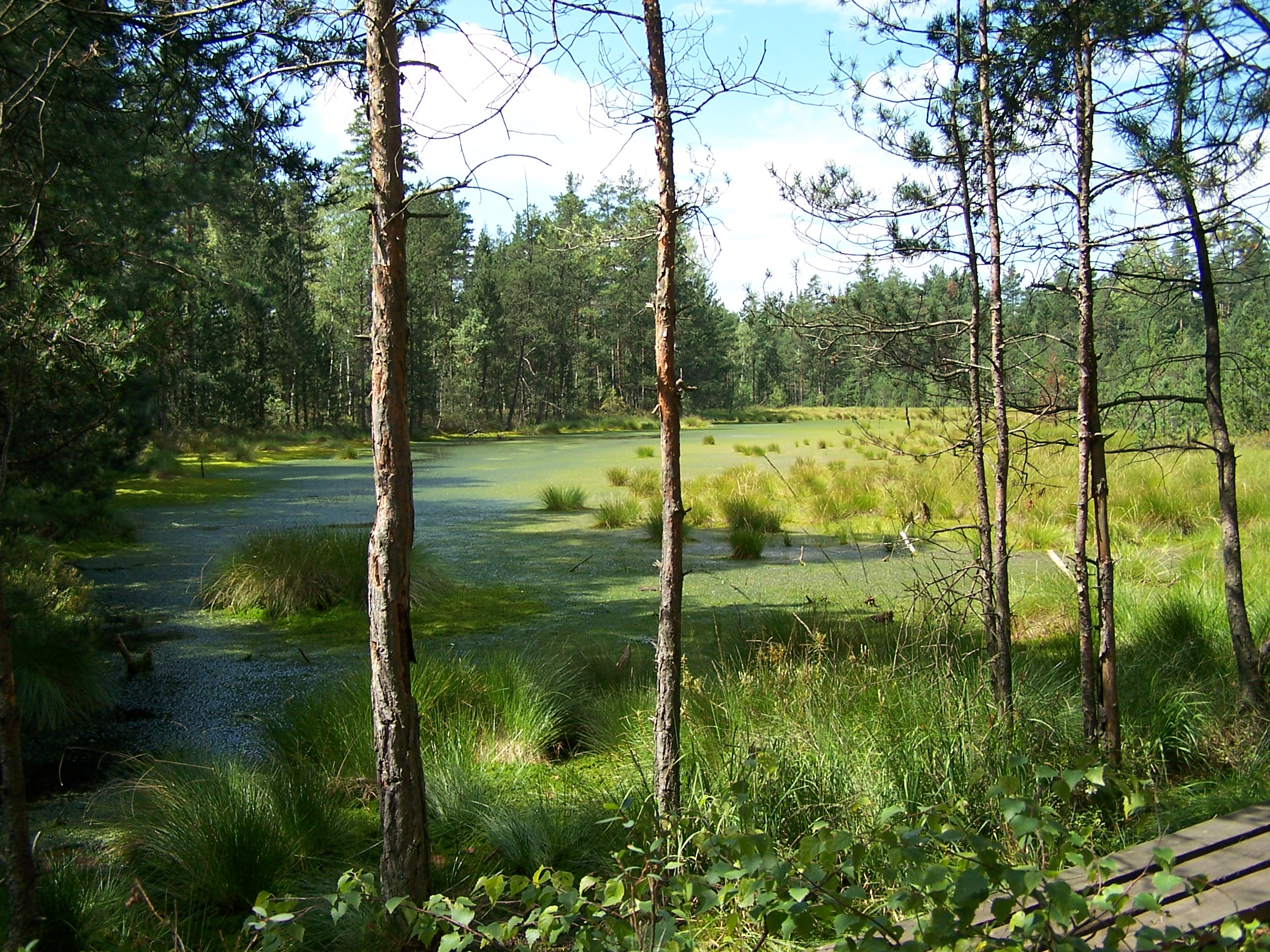
Das Nationale Naturreservat Červené blato

Der zentrale Bereich des Wittingauer Beckens ist 1977 zum Biosphärenreservat und 1979 zum Landschaftsschutzgebiet (Chráněná krajinná oblast Třeboňsko) ausgerufen worden. Das Landschaftsschutzgebiet ist 700 km² groß und umfasst 33 Naturreservate und Naturdenkmäler mit einer Gesamtgröße von 4.027 Hektar. Das Management des Reservats unterscheidet vier besonders schützenswerte Biotop-Arten:
- Moore: Die Moore im Wittingauer Becken werden oft als Übergangsmoore klassifiziert, besonders im Süden handelt es sich aber offenbar um oligotrophe submontane Hochmoore in atypischer Lage.[5] Unter besonderem Schutz stehen die Nationalen Naturreservate (NPR) Červené blato und Žofinka, das Nationale Naturdenkmal (NPP) Ruda sowie sieben weitere Naturreservate und zwei Naturdenkmäler.
- Teiche, Teichlitorale und angrenzende Feuchtgebiete: Die jahrhundertelange extensive Nutzung der Teiche ließ spezifische Feuchtbiotope entstehen. Die Intensivierung der Teichwirtschaft zur Wende des 19. und 20. Jahrhunderts führte zur zunehmenden Eutrophierung der Teiche. Erst mit dem Ende der Staatswirtschaft ließ die Nährstoffanreicherung nach. Das ökologische Management ist auf die Harmonisierung der Teichwirtschaft mit den Belangen des Naturschutzes ausgerichtet. In diesem Bereich sind das NPR Velký a Malý Tisý, das NPP Vizír, fünf Naturreservate und ein Naturdenkmal ausgewiesen.
- Flüsse, Kanäle, Auwälder und Überschwemmungsgebiete: Am natürlich mäandrierenden Flusslauf der Lainsitz kurz vor ihrem Eintritt in den Rosenberg-Weiher befindet sich das NPR Stará řeka. Fünf weitere Naturreservate zum Schutz von Flussbiotopen finden sich an Lainsitz, eines im Überschwemmungsgebiet des Kanals Nová řeka und eines in der Schlucht des Reißbachs.
- Sanddünen und Trockenbiotope: Zwei Naturreservate und drei Naturdenkmäler schützen im Wittingauer Becken Biotope mit wärmeliebender Flora und Fauna.

Ein repräsentativer Teil des Teichsystems ist als international bedeutendes Feuchtgebiet nach der Ramsar-Konvention eingetragen (Třeboňské rybníky), ein zweites Ramsar-Gebiet umfasst die Torfmoore (Třeboňská rašeliniště). Nach der Natura 2000-Klassifikation weist das Wittingauer Becken 16 Gebiete von europäischer Bedeutung und ein Vogelschutzgebiet mit einer Ausdehnung von 47.386,23 Hektar aus.